# John B. Reddick
John B. Reddick (* 8. oder 9. April 1845 im Scioto County, Ohio; † 16. September 1895 im Calaveras County, Kalifornien) war ein US-amerikanischer Politiker. Zwischen 1891 und 1895 war er Vizegouverneur des Bundesstaates Kalifornien.

## Werdegang
Über die Jugend und Schulausbildung von John Reddick ist nichts überliefert. Er kam zu einem unbekannten Zeitpunkt nach Kalifornien, wo er als Mitglied der Republikanischen Partei eine politische Laufbahn einschlug. Zwischen 1875 und 1877 sowie nochmals von 1881 bis 1883 saß er als Abgeordneter in der California State Assembly. Bei den Präsidentschaftswahlen des Jahres 1884 war er einer der republikanischen Wahlmänner.
1890 wurde Reddick an der Seite von Henry Markham zum Vizegouverneur von Kalifornien gewählt. Dieses Amt bekleidete er zwischen 1891 und 1895. Dabei war er Stellvertreter des Gouverneurs und Vorsitzender des Staatssenats. Er starb am 16. September 1895 im Calaveras County.